# تمويل السيارات
يشير تمويل السيارات إلى المنتجات المالية المختلفة التي تسمح لشخص ما بالحصول على سيارة، بما في ذلك قروض السيارات وعقود الإيجار.

## مشتريات السيارات
الطريقة الأكثر شيوعًا لشراء سيارة في الولايات المتحدة هي اقتراض المال ثم سداده على أقساط. يتم تمويل أكثر من 85٪ من السيارات الجديدة ونصف السيارات المستعملة (بدلاً من الدفع نقدًا). تم تأجير ما يقرب من 30٪ من المركبات الجديدة خلال نفس الفترة الزمنية.
هناك طريقتان أساسيتان لاقتراض المال لشراء سيارة: مباشرة وغير مباشرة. القرض المباشر هو القرض الذي يرتبه المقترض مع المقرض مباشرة. يتم ترتيب التمويل غير المباشر من قبل وكالة بيع السيارات حيث يتم شراء السيارة. من الناحية القانونية، لا يعتبر «القرض» غير المباشر قرضًا من الناحية الفنية؛ عندما يحصل مشتري السيارة على تمويل تيسره وكالة ما، يوقع المشتري والتاجر عقد البيع بالتجزئة على أقساط البيع بدلاً من اتفاقية القرض. يقوم التاجر بعد ذلك ببيع هذا العقد أو التنازل عنه لبنك أو اتحاد ائتماني أو مؤسسة مالية أخرى. عادة، يعرف التاجر مقدمًا المؤسسة المالية التي ستشتري العقد. ثم يدفع المقترض للمؤسسة المالية نفس القرض المباشر.  نموذجي، سيحدد مقرض السيارات غير المباشر سعر فائدة، يُعرف باسم «سعر الشراء». ثم يضيف تاجر السيارات ترميزًا إلى هذا السعر، ويعرض النتيجة للعميل على أنها «سعر العقد».  هذه العلامات التجارية هي محور بعض التدقيق التنظيمي لأنها يمكن أن تسبب اختلافات في أسعار الفائدة لا ترتبط بمخاطر الائتمان.
يتم تمويل ما يقرب من نصف السيارات الجديدة في الولايات المتحدة من خلال أذرع التمويل الأسيرة لمصنعي السيارات، مثل شركة فورد موتور كريديت. يمتلك الأسرى حصة أقل من إجمالي سوق تمويل السيارات (السيارات الجديدة والمستعملة), جنبًا إلى جنب مع البنوك والاتحادات الائتمانية وشركات التمويل. يتم تمويل عدد صغير من السيارات مباشرة من قبل الوكيل لدى تجار «اشتر هنا وادفع هنا», والتي تلبي احتياجات العملاء الذين لديهم ائتمان ثانوي. اشتري هنا وادفع هنا يمثل التمويل 6٪ من إجمالي سوق التمويل.
تشمل خيارات تمويل السيارات في المملكة المتحدة بالمثل قروض السيارات وشراء الإيجار والتعاقدات الشخصية (تأجير السيارات) ومشتريات العقود الشخصية.
في عام 2016, تم العثور على شركة تويوتا مذنبة بممارسات إقراض عنصرية.

## إيجارات السيارات
عقد الإيجار هو اتفاق تعاقدي بين المؤجر (الشخص الذي يمتلك العقار) والمستأجر (الشخص الذي سيستخدمه خلال مدة عقد الإيجار). عادة، تسمح عقود إيجار السيارات للمستأجر بقيادة السيارة لعدد معين من الأميال (أقل من 12,000 في السنة هو المعيار) لعدد معين من السنوات (على سبيل المثال، ثلاث سنوات). يدفع المستأجر دفعة شهرية ثابتة مقابل امتياز قيادة السيارة، وعندما ينتهي عقد الإيجار، يعيد المستأجر السيارة إلى المؤجر. لا تستند أسعار الإيجار فقط على قيمة السيارة اليوم لأن المستأجر لا يشتري السيارة بأكملها. بدلاً من ذلك، يدفع المستأجر فقط قيمة السيارة لمدة عقد الإيجار. يحسب المقرضون مدفوعات الإيجار بناءً على القيمة المتبقية للسيارة، أو ما يقدرون أن السيارة ستكون ذات قيمة عند انتهاء عقد الإيجار.

## التسليم الفوري
التسليم الفوري (أو التمويل الفوري) هو مصطلح يستخدم في صناعة السيارات ويعني تسليم السيارة إلى المشتري قبل اكتمال تمويل السيارة. يتم استخدام التسليم الفوري من قبل الوكلاء في عطلة نهاية الأسبوع أو بعد ساعات العمل المصرفية لتتمكن من تسليم سيارة عندما لا يمكن استلام الموافقة النهائية من البنك. يتم تنظيم طريقة التسليم هذه من قبل العديد من الولايات في الولايات المتحدة، ويشار إليها أحيانًا باسم «بيع اليويو» أو «تمويل اليويو».

## روابط خارجية
- تمويل السيارات: اتجاهات السوق من وكالة المستهلك المالي في كندا